# Międzynarodowa Federacja Lacrosse
Międzynarodowa Federacja Lacrosse (ang. International Lacrosse Federation) – międzynarodowa organizacja założona w sierpniu 2008 roku w wyniku połączenia międzynarodowych męskich i żeńskich stowarzyszeń lacrosse. Promuje ona lacrosse na całym świecie organizując Mistrzostwa Świata na odkrytym stadionie oraz w hali. W 2006 roku Federacja podzieliła się na International Lacrosse Federation i  International Federation of Women's Lacrosse Associations. Do federacji należą obecnie: Australia, Austria, Bermudy, Kanada, Czechy, Dania, Anglia, Finlandia, Francja, Hongkong, Włochy, Niemcy, Irlandia, Irokezi, Japonia, Korea Południowa, Łotwa, Holandia, Nowa Zelandia, Szkocja, Szwecja, Słowacja, Hiszpania, Stany Zjednoczone i Walia. 
Krajami stowarzyszonymi są: Argentyna, Belgia, Bułgaria, Gwatemala, Meksyk, Norwegia, Portugalia, Słowenia, Szwajcaria a od 16.10.2007 także Polska.